# خلايا التآكل الكهروكيميائية
خلايا التآكل الكهروكيميائية خلایا جلفانیة تتآكل بمجرد ملامسة السطح الفلزي للإكتروليت بحیث تكون ھناك مناطق على السطح الفلزي تتصرف كمناطق آنودیة یذوب عندھا الفلز و یتآكل، ومناطق أخرى كاثودیة یحدث عندھا أحد تفاعلات الاختزال، وبعبارة موجزة فإن خلایا التآكل ھي خلایا كھربیة تتكون أثناء عملیة التآكل.

## أنواع خلايا التآكل الكهروكيميائية
توجد ثلاثة أنواع من خلایا التآكل التي تسبب التآكل :
- Galvanic Cells الخلایا الجلفانیة
- Concentration Cells خلایا التركیز
- Electrolytic Cells الخلایا الإلیكترولیتی

## العوامل التي تؤثر على التأكل
- نوع الفلز
- درجة نقاوة الفلز : تزداد درجة التأكل بوجود الشوائب .
- طبيعة الطبقة المتكونة : الالومنيوم يسبق الحديد في السلسلة ومع ذلك يتآكل الحديد أولا حيث طبقة الصدأ في حالة الحديد مسامية وهشة بينما في حالة الالومنيوم طبقة متماسكة من أكسيد الالومنيوم تحمية من التاكل
- طبيعة الوسط : كلما زادت رطوبة الوسط المحيط زاد التأكل .

## الأضرار الناتجة عن التأكل
- زيادة أسعار المنتجات الصناعية بسبب تكاليف استبدال الأجزاء المتأكلة .
- الانهيارات المفاجئة للإنشاءات .
- تلوث البيئة نتيجة تسرب المواد الضارة من أماكن التأكل إلى البيئة المجاورة .